# Pierre Matisse
Pierre Matisse (Bohain-en-Vermandois, 13 giugno 1900 – Monaco, 10 agosto 1989) è stato un mercante d'arte, gallerista e collezionista d'arte francese.

## Biografia
Terzogenito di Henri Matisse, da bambino fu effigiato dal padre in diversi ritratti. In età adulta posò per Joan Miró e Balthus.
Nel 1924 Pierre Matisse si trasferì a New York, dove aprì una galleria d'arte al 17º piano del Fuller Building. Dedicò la sua esistenza a far conoscere le opere di suo padre ma anche quelle di molti altri artisti come Georges Rouault, André Derain, Alexander Calder, Balthus, Joan Miró (del quale acquistò Il carnevale di Arlecchino), Yves Tanguy, Marc Chagall, Jean Dubuffet, Alberto Giacometti, Roberto Matta, Zao Wou-Ki e François Rouan.
Dal primo matrimonio con Alexina Sattler ebbe tre figli, uno dei quali, Paul, divenne pittore. Divorziò per convolare a nuove nozze con Patricia Kane, ex moglie di Roberto Matta. Anche questa unione naufragò. Pierre Matisse sposò infine Maria-Gaetana von Spreti: i due crearono la Pierre and Tana Matisse Foundation.
Trascorse i suoi ultimi anni dividendosi tra New York, la Francia e il Principato di Monaco. Nel 1999 gli eredi di Matisse donarono gli archivi della galleria alla Pierpont Morgan Library.